# Kernkwartier
Het Kernkwartier is een overdekt wijkwinkelcentrum in Nuenen. Het winkelcentrum dat dateert uit 1975 heeft een oppervlakte van 6.200 m² en telt 26 winkelunits. Het winkelcentrum dat erg gesloten is van de buitenzijde is sterk naar binnen gericht. Oorspronkelijk had het centrum een parkeerdek op het dak, maar dat is niet meer in gebruik, omdat het te gevaarlijk zou zijn voor automobilisten.
In 1980 vond een brand plaats in het winkelcentrum.
In 1998 kwam het winkelcentrum in handen van het Zweedse Alecta, dat het beheer van het centrum uitbesteedde aan Aberdeen Asset Management.
Eind 2008, begin 2009 werd het winkelcentrum verbouwd en in april 2009 werd het heropend. In september 2009 werd het centrum door de gemeente gesloten vanwege instortingsgevaar nadat er tijdens de verbouwingswerkzaamheden fouten waren ontdekt in de stalen constructie van het winkelcentrum. Na aanpassingen door de toenmalige eigenaar kon het centrum weer open.
In juli 2011 kocht Ban Bouw het winkelcentrum van Alecta.
In 2020 werd het centrum grondig gerenoveerd vanwege de komst van supermarkt Lidl. Hierbij werden winkelunits samengevoegd, winkels verplaatst, een winkelstraat verlegd en de ingangen vernieuwd. De verbouwing heeft zo'n 2 miljoen euro gekost.